# Obszar ochrony ścisłej Jarugi
Obszar ochrony ścisłej Jarugi – leśny obszar ochrony ścisłej (biernej) w Roztoczańskim Parku Narodowym, położonym w województwie lubelskim, w powiecie zamojskim, w gminie Zwierzyniec, na północny wschód od Zwierzyńca. Zajmuje powierzchnię 353,67 ha.
Nazwa obszaru pochodzi od nieistniejącej osady leśnej Jarugi. Przed założeniem parku narodowego znajdował się tu rezerwat przyrody Jarugi, utworzony w 1962 roku.
Obszar pokryty jest lasem o pierwotnym charakterze, ze składem gatunkowym i strukturą mało zmienioną działalnością człowieka. Ochroną objęto cenne drzewostany w składzie buczyny karpackiej.

## Szlak turystyczny
Przez obszar Białą Drogą przebiega szlak partyzancki z Kosobud do Szczebrzeszyna, oznaczony kolorem czerwonym.